# Athol Guy
Athol George Guy (Colac, Australia, 5 de enero de 1940) es un cantante y músico australiano, miembro del grupo de música pop The Seekers, en el que toca el contrabajo y canta. Es fácilmente reconocible por sus gafas negras estilo "Buddy Holly" y, durante las actuaciones en directo, suele hacer de compère del grupo.

## Primeros años
Athol George Guy nació el 5 de enero de 1940 en Colac, Victoria, hijo de George Francis Guy (RAN) y Doris Thelma (née Cole). Guy se educó en la Gardenvale Central School, donde fue capitán de la escuela. Ingresó en el Melbourne High School, donde fue dos veces campeón de atletismo de menores y oficial del cuerpo de cadetes. Durante esta época, fue campeón victoriano de salto de altura subjunior y, al año siguiente, medalla de plata frente al olímpico Colin Ridgway.

## Carrera musical
Guy formó su primer grupo musical en 1958, The Ramblers, lo que le llevó a trabajar en la actuación, el marketing y la producción en GTV9. Pasó por HSV7, director de medios de comunicación en el Grupo Clemenger y ejecutivo de cuentas en J. Walter Thompson, y luego se embarcó con The Seekers para pasar 10 semanas de vacaciones en el extranjero. A su regreso, creó su propia empresa de consultoría y compuso dos programas de televisión nacionales.
Cuando The Seekers se disolvieron en 1968, Guy presentó su propia serie de variedades -A Guy Called Athol- en la cadena australiana Seven Network, y más tarde el programa de concursos Big Nine en la Nine Network. En 1971, fue elegido miembro liberal por Gisborne en la Asamblea Legislativa de Victoria. Siendo uno de sus miembros más jóvenes, ganó tres mandatos con una mayoría creciente antes de volver al mundo comercial como consultor de empresas. Guy ha participado en posteriores reuniones de los Seekers desde 1993, cuando celebraron las bodas de plata de su disolución en 1968.

## Políticas
Guy fue elegido miembro de la Asamblea Legislativa de Victoria en unas elecciones parciales celebradas el 11 de diciembre de 1971 por Gisborne, como miembro del Partido Liberal. Fue miembro de la Asamblea hasta que dimitió por motivos de salud el 5 de marzo de 1979.

## Carrera empresarial
Guy optó por volver al mundo empresarial y se incorporó al grupo Clemenger como director general de Clemenger Harvie de 1979 a 1989. Durante la década de 1990, Guy se incorporó al equipo de marketing del St George Bank como consultor de desarrollo empresarial, y después al grupo de planificación financiera de AMP, Hillross. Con la ayuda de la fundación St George, Guy contribuyó a que el Instituto Murdoch introdujera un curso de educación genética en las escuelas de Victoria.
Junto a estas funciones, se encargó de los muchos cientos de conciertos de reunión con The Seekers desde 1993 hasta aproximadamente 2015, lo que frenó cualquier otra ambición política. En los últimos años, Guy ha participado en una empresa conjunta con Hanging Rock Winery, lanzando "Athol's Paddock" en Macedon Ranges. La primera cosecha de Athol's Paddock fue la de 1997 y desde entonces ha producido regularmente shiraz premiado.
Sus funciones en la comunidad han sido, entre otras, las siguientes:
- Miembro inaugural: Sociedad de Protección de Infantil
- Patrocinador actual: Kids Under Cover
- Patrono actual: Riding For the Disabled.
- Patrocinador actual: Relevo por la vida.
- Patrocinador actual: Tee Up for Kids.
- Patrocinador actual: Sing Australia.
- Actual embajador: Heart Kids - RCH.
- Antiguo presidente: Daylesford Macedon Tourism Marketing
- Expresidente: Turismo de Macedon Ranges
- Ex fideicomisario de Macedon Memorial Cross
- Junta actual: Leyendas vivas
- Antiguo consejo asesor inaugural de ministros federales: Turismo Indígena de Australia